# Oh Uganda, Land of Beauty
Oh Uganda, Land of Beauty (in inglese, Oh Uganda, terra di bellezza) è l'inno nazionale dell'Uganda. Scritto da George Wilberforce Kakoma, fu adottato formalmente all'indipendenza del paese, nel 1962.

## Testo
Oh Uganda! may God uphold thee,
We lay our future in thy hand.
United, free,
For liberty
Together we'll always stand.
Oh Uganda! the land of freedom.
Our love and labour we give,
And with neighbours all
At our country's call
In peace and friendship we'll live.
Oh Uganda! the land that feeds us
By sun and fertile soil grown.
For our own dear land,
We'll always stand,
The Pearl of Africa's Crown.

### Traduzione
Oh Uganda! che Dio ti protegga,
Rimettiamo il nostro futuro nelle tue mani
Uniti, liberi
Per la libertà
Saremo sempre pronti a lottare.
Oh Uganda! terra di libertà
Diamo il nostro amore e il nostro lavoro
E con tutti i vicini
Al richiamo della patria
Vivremo in pace e amicizia.
Oh Uganda! terra che ci nutri
Col sole e il suolo fertile
Per la nostra cara terra
Saremo sempre pronti a lottare
La Perla della Corona d'Africa